# Edward Mandell House

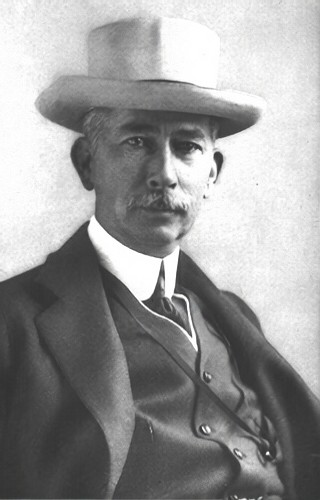
Edward Mandell House

Edward Mandell House (* 26. Juli 1858 in Houston, Texas; † 28. März 1938 in New York City) war ein amerikanischer Diplomat, Politiker und wichtigster außenpolitischer Berater von Präsident Woodrow Wilson.  Allgemein bekannt wurde er unter der Bezeichnung Colonel House, obwohl er den militärischen Rang nur ehrenhalber besaß.

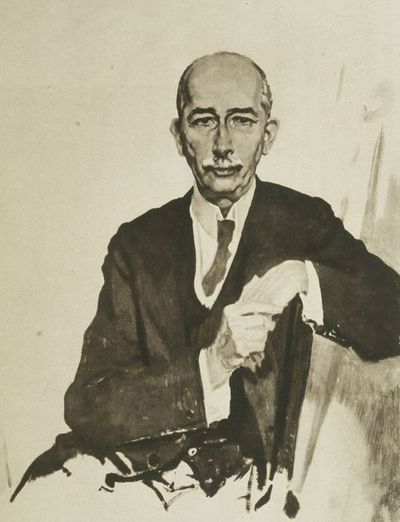
Edward Mandell House, An Onlooker in France 1917–1919 von William Orpen, 1921.

## Leben
Edward House ging nach der Erziehung in Schulen Neuenglands 1877 zum Studium an die Cornell University, musste dieses nach dem Tod seines Vaters aber frühzeitig abbrechen. Zurückgekehrt nach Texas, führte er die Geschäfte seines Vaters im Baumwollhandel und Finanzwesen weiter.
Nach Versuchen, sich als Autor von Romanen zu betätigen, wurde House als Mitglied der Demokratischen Partei in der Politik aktiv. In Texas war er für Gouverneur Jim Hogg und drei seiner Nachfolger als Unterstützer und Berater tätig. 1911 wurde er Berater des Gouverneurs von New Jersey, Woodrow Wilson. Nach der Wahl Wilsons zum US-Präsidenten am 5. November 1912 wurde House dessen engster Vertrauter und außenpolitischer Berater.
1932 unterstützte er Franklin D. Roosevelt bei dessen erfolgreicher Präsidentschaftskandidatur.

## Politik
House spielte eine wichtige Rolle in der Diplomatie des Ersten Weltkrieges.
Von Januar bis Juni 1915 versuchte er vergeblich, durch eine rege Reisediplomatie zwischen den europäischen Hauptstädten einen Verständigungsfrieden zu vermitteln. Trotz der offiziellen Neutralitätspolitik der Vereinigten Staaten propagierte House danach bald die Parole des Kampfes von Demokratie gegen Autokratie.
Als Wilsons Vertreter bei der Entente hatte er oft Auffassungsunterschiede, vor allem mit Großbritannien. Bis auf das House-Grey Memorandum vom 22. Februar 1916 befleißigte sich die amerikanische Außenpolitik, nach außen hin, einer bemerkenswerten Neutralität, obwohl die Sympathien zweifellos bei Großbritannien und nicht bei den Invasoren Belgiens lagen. Im House-Grey Memorandum, das ein Ultimatum an Deutschland darstellte, verpflichteten sich die USA, wahrscheinlich (probably) auf alliierter Seite zu intervenieren, falls Deutschland eine Friedenskonferenz, die Evakuierung der besetzten Gebiete und den Tausch Elsaß-Lothringens gegen koloniale Kompensationen ablehnen würde. Das Memorandum hatte jedoch keine unmittelbaren Konsequenzen.
Die USA waren als assoziierte statt alliierte Macht nicht verpflichtet, früheren alliierten Vereinbarungen beizutreten. Da sie nicht direkt berührt waren, hatten sie einen anderen Zugang zu den alliierten Kriegszielen, die in Amerika außer Mode waren. Daher erweckte die französische Forderung nach Elsaß-Lothringen dort auch keine Begeisterung. Später war House gemeinsam mit Walter Lippmann beim Entwurf von Wilsons 14-Punkte-Programm vom Januar 1918 federführend.
Bei der am 18. Januar 1919 der von den Ententestaaten und ihren Verbündeten einberufenen Friedenskonferenz von Versailles war House der Verhandlungsführer der US-Delegation. Im Gegensatz zu Großbritannien machten die USA unter House den Franzosen bei der Friedenskonferenz im Endeffekt weit weniger Schwierigkeiten bei der Verwirklichung ihrer Kriegsziele als erwartet. House spielte in Wilsons Auftrag auch eine zentrale Rolle bei der Gründung des Völkerbundes. Darüber hinaus war er Mitbegründer des Council on Foreign Relations.